# Uvarus alluaudi
Uvarus alluaudi är en skalbaggsart som först beskrevs av Régimbart 1895.  Uvarus alluaudi ingår i släktet Uvarus och familjen dykare. Inga underarter finns listade i Catalogue of Life.